# 高縄石
高縄石（たかなわせき、 Takanawaite-(Y)）は2013年に発表された日本産新鉱物で、化学組成はY(Ta,Nb)O4、結晶系は単斜晶系。
東京大学の鉱物学者浜根大輔などにより、愛媛県松山市の高縄山の花崗岩中から発見された。発見地の山の名から命名された。

## 性質、特徴
褐色板状の結晶外形で、単結晶もしくは放射状に集合した群晶で産出する。モース硬度は5.5。ガドリン石、ジルコンを伴う。
含まれる放射性元素のため、構造はメタミクト化して非晶質となったものが多い（加熱処理すると結晶構造が戻り、単斜晶系のM相と確認された）。
ジルコンに外見が酷似するが、ジルコンが棒状結晶となるのに対して高縄石は板状結晶となるのが特徴である。
β-フェルグソン石（Fergusonite-beta, フェルグソン石の低温相）のタンタルがニオブに優越したものである。また、岩代石(Iwashiroite-(Y)、単斜晶系のM'相)、フォーマン石（Formanite-(Y)、正方晶系）、イットロタンタル石（Yttrotantalite-(Y)、斜方晶系）の同質異像であるともされるが、そのうちフォーマン石、イットロタンタル石は合成実験では存在が確認されておらず、構造、組成などのデータが曖昧なまま情報が混乱しているのが現状である。

## 発見の逸話
2001年の芸予地震の際、ガドリン石の産地として知られていた高縄山のペグマタイトが崩落し、瓦礫からガドリン石と共に発見した鉱物を当時愛媛大学に所属していた浜根はフォーマン石と考えて翌2002年に報告した。その後、東京大学に移った浜根は2011年の東日本大震災を機にこの「フォーマン石」を再検討した結果、新鉱物と判明して申請、2012年に承認された。